# Lytta magister
Lytta magister är en skalbaggsart som beskrevs av Horn 1870. Lytta magister ingår i släktet Lytta och familjen oljebaggar. Inga underarter finns listade i Catalogue of Life.

## Bildgalleri

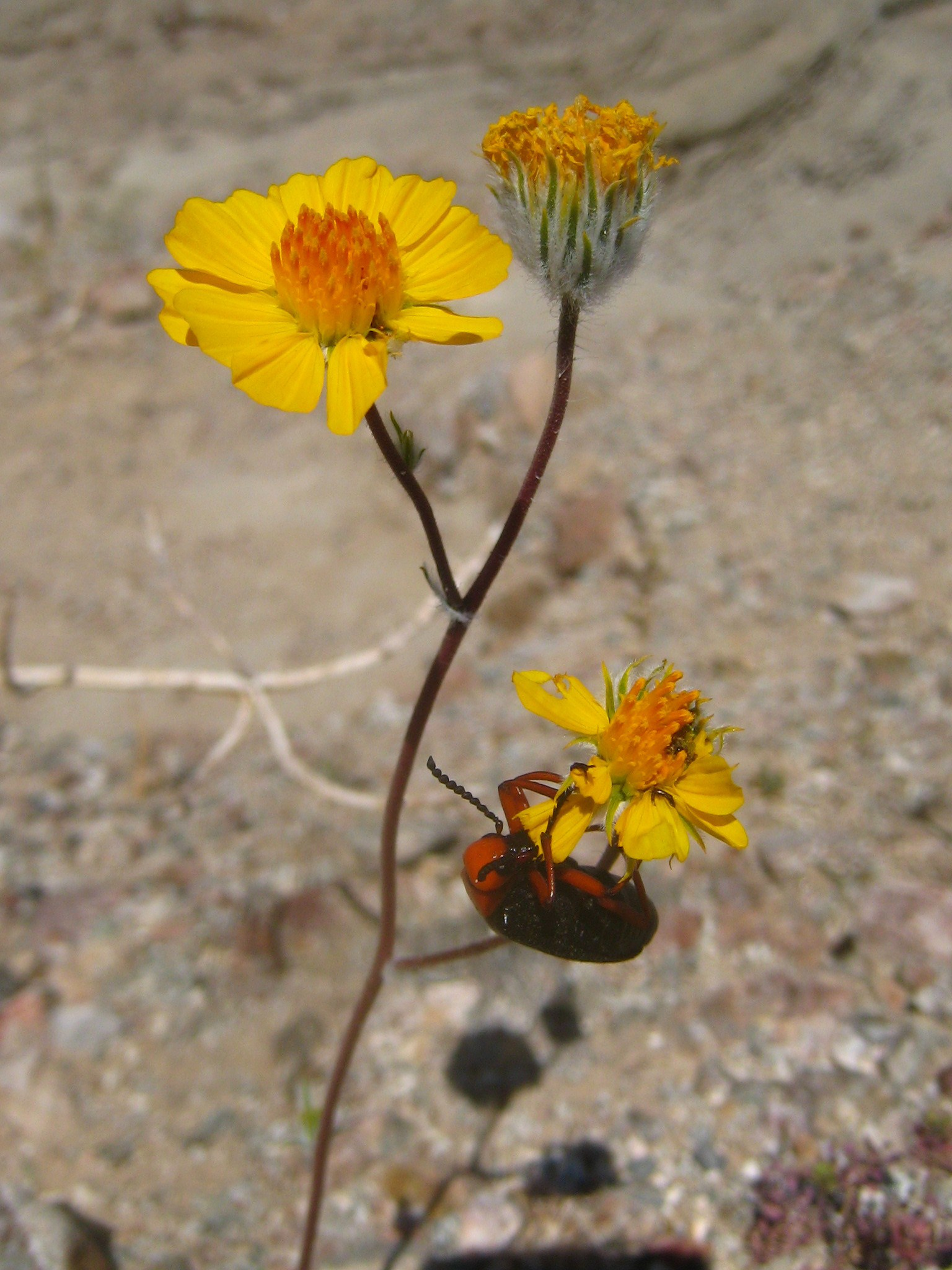
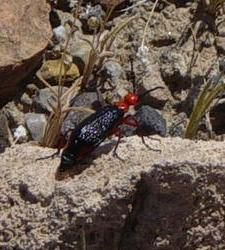
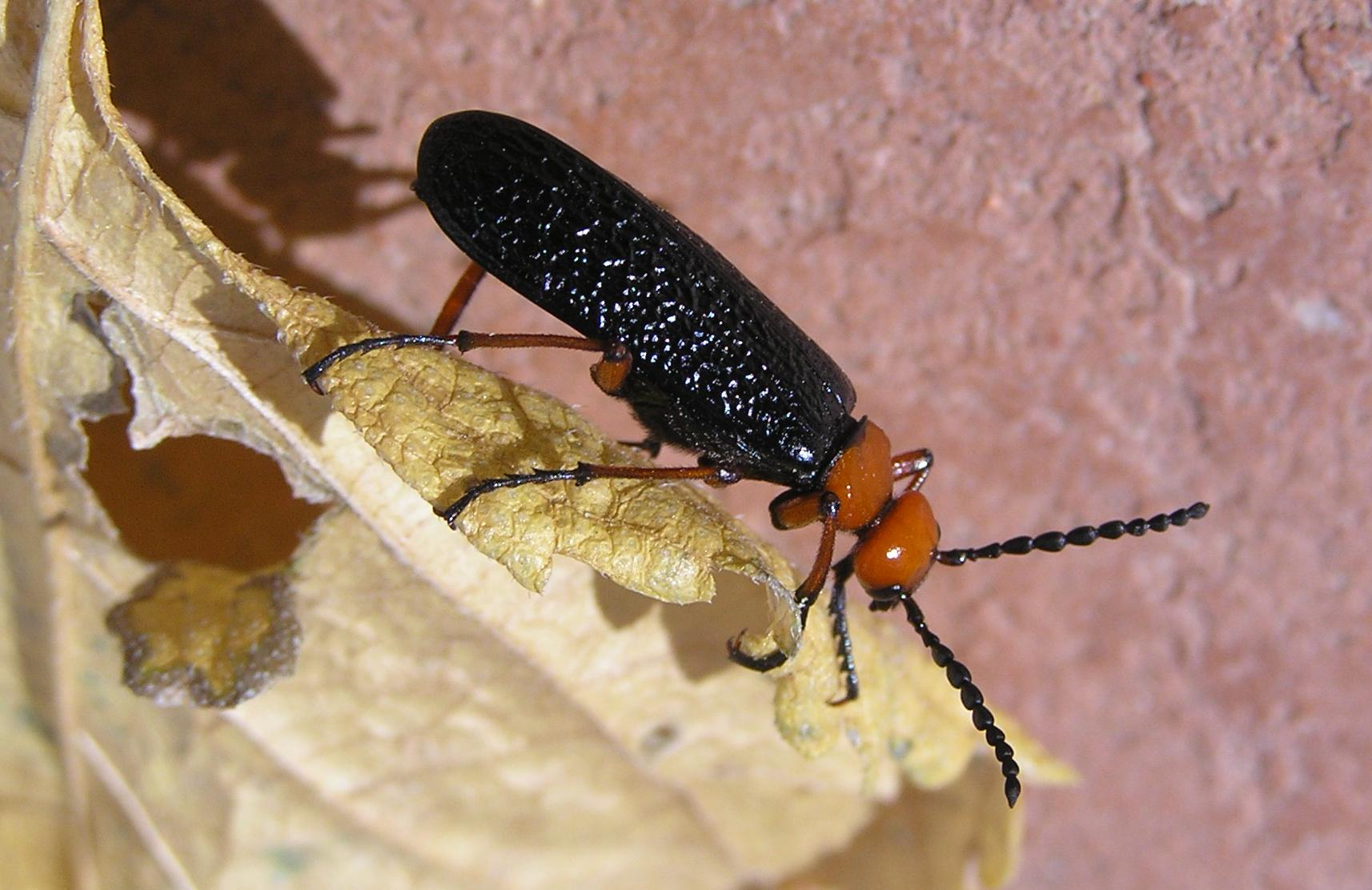
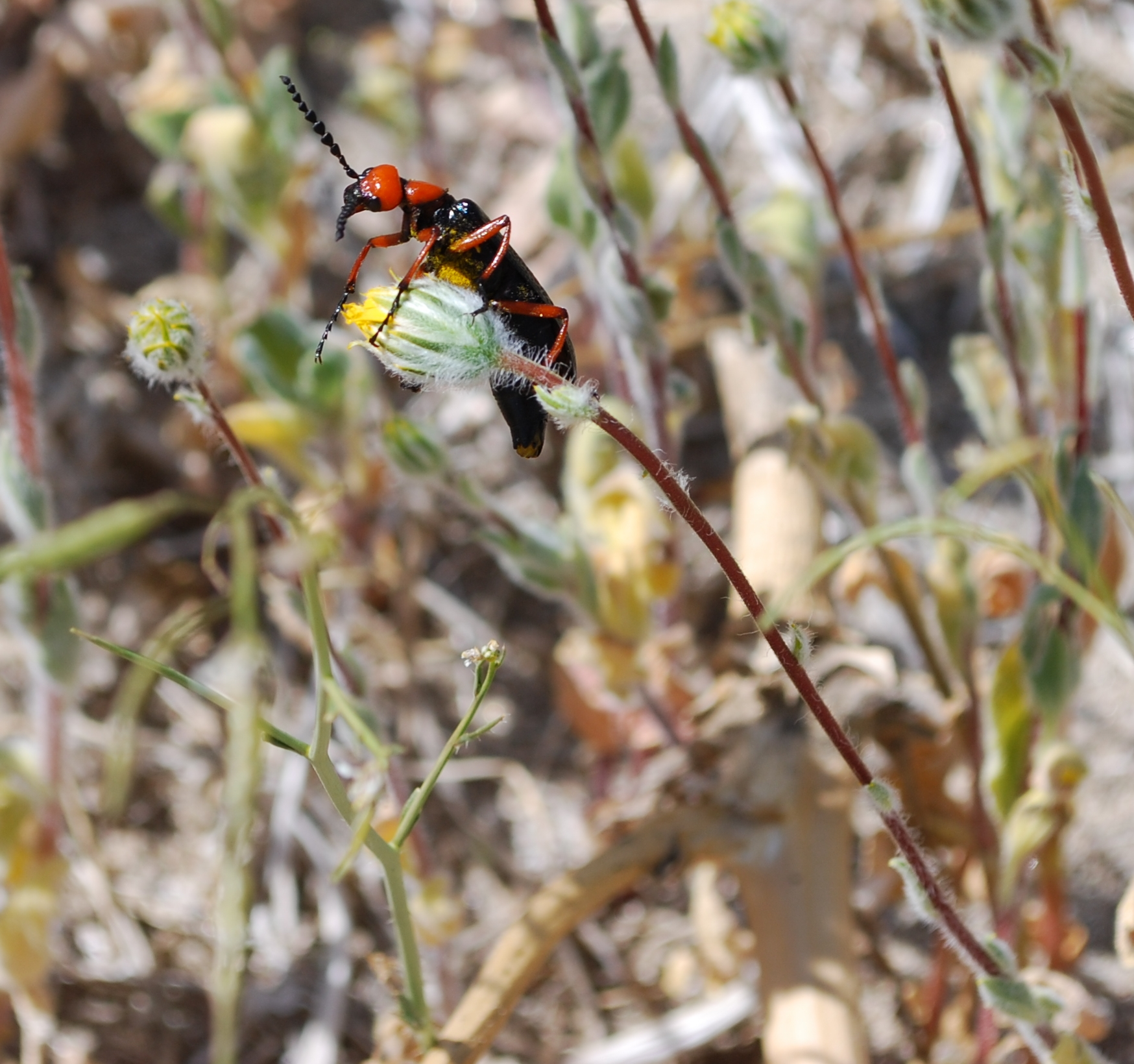
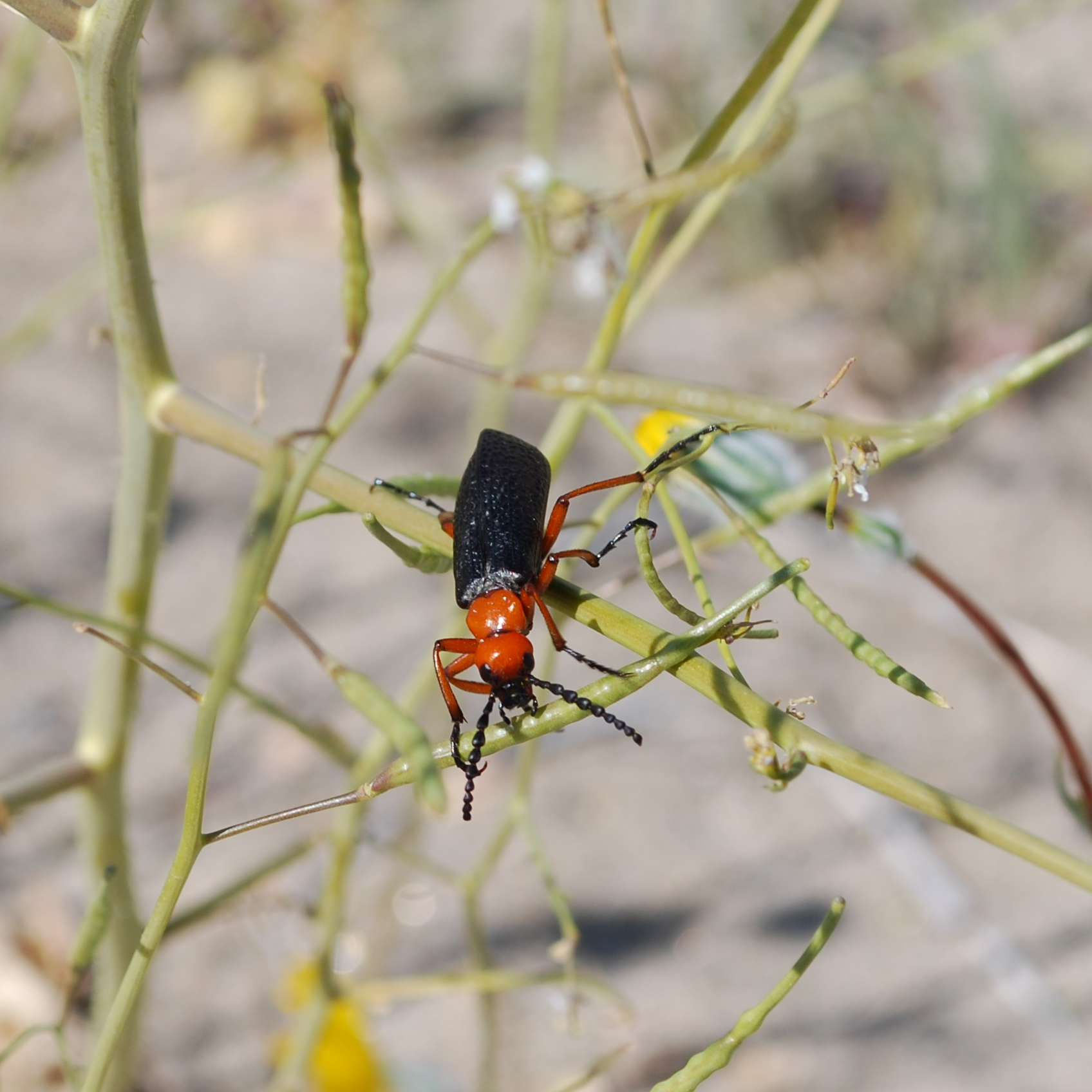
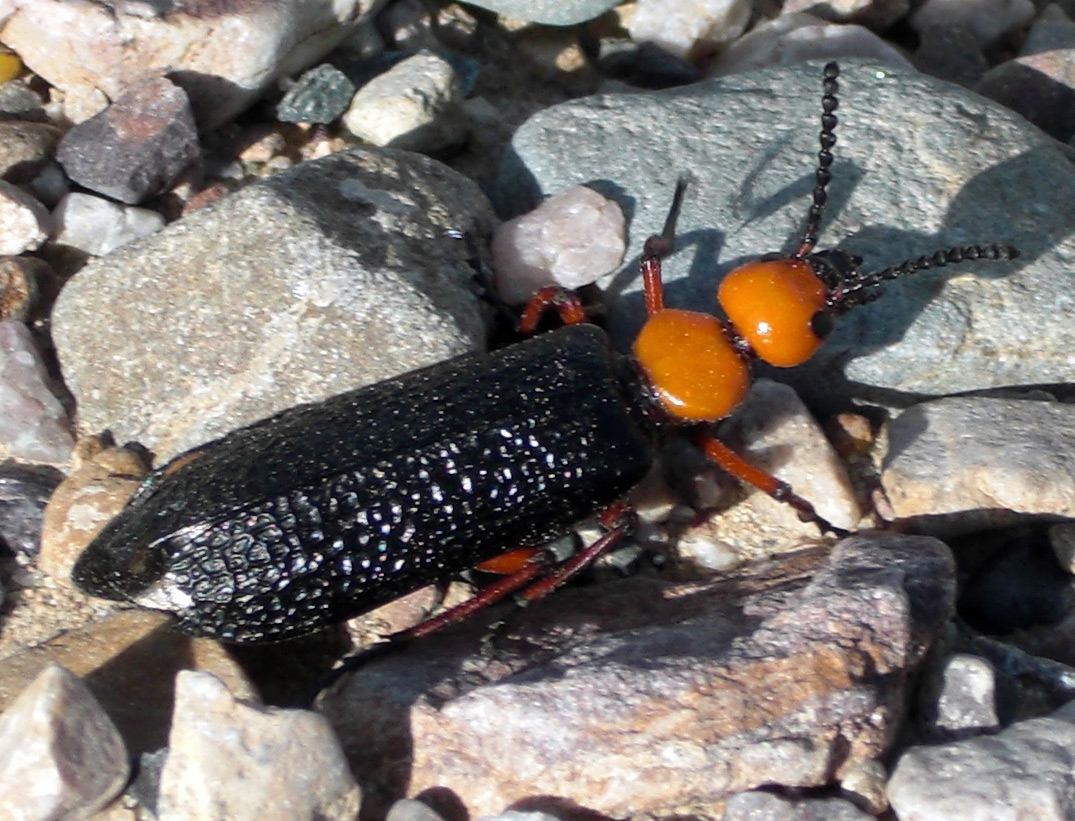